# João dos Santos Albasini

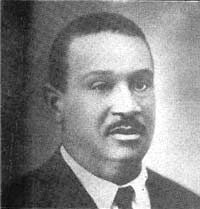
João dos Santos Albasini

João dos Santos Albasini, auch bekannt als (N)Wadzinguele, (* 2. November 1876 in Magul, Gaza, Portugiesisch-Ostafrika; † 16. August 1922 in Lourenço Marques) war ein mosambikanischer Journalist, Nationalist und Aktivist für die Rechte Schwarzer in Mosambik.

## Leben

### Jugend und Ausbildung
João dos Santos Albasini wurde am 2. November 1876 in Magul in der Provinz Gaza, ungefähr 110 km von der späteren Hauptstadt Lourenço Marques, geboren. Sein Vater, Francisco Albasini, hatte die Enkelin des Stammesführers von Mpfumo bei Maxaquene, Kocuene Mpfumo (portugiesisch Joaquina Correia de Oliveira) geheiratet. Er wuchs mit seinen drei Geschwistern José, Maria Isabel, und Antônio Paulino auf. Albasinis Großvater hieß ebenso João Albasini, auch bekannt als Juwawa, späterer Vizekonsul Portugals in der Transvaal-Republik. Albasini besuchte die Grundschule der katholischen Mission von São José de Lhenguene, eine Sekundarschulausbildung war zu damaliger Zeit dort nicht verfügbar. Dennoch soll er als eifriger Leser gegolten haben und schrieb Texte auf Portugiesisch wie Ronga.
In der Zeit seine Volljährigkeit bezwangen die portugiesischen Kolonisatoren unter Führung von Mouzinho de Albuquerque den letzten Widerstand in der Kolonie Portugiesisch-Ostafrika in Form des Königreichs von Gaza und seinem Anführer Gungunhana. Zur gleichen Zeit verlegte Portugal die Hauptstadt der Kolonie von der kleinen Insel Ilha de Moçambique südlich nach Lourenço Marques. Die politische Stabilität führte dazu, dass aus dem kleinen Hafenort binnen weniger Jahre eine für damalige Verhältnisse große Hauptstadt entstand. Albasini arbeitete kurze Zeit in der Hauptpost der Hauptstadt, bevor er als Speditionsagent zur Hafenverwaltung von Lourenço Marques wechselte. Um 1897 heiratete Albasini Bertha Carolina Heitor Mwatilo, von der er sich 1917 scheiden ließ. Sie hatten zwei Kinder, Beatrice und Carlos Eduardo.

### Gründung des Grémio Africano
Der Zerfall der portugiesischen Monarchie und das demokratische Interregnum (1910–1926) ermöglichten ungewohnte, neue Freiheiten im Bereich der Presse- und Meinungsfreiheit, sowohl in Kontinentalportugal wie in den Kolonien. Albasini gründete, als einer der schwarzen Intellektuellen der Hauptstadt, den Grémio Africano (Afrikanischer Club), ein Verein intellektueller, gut ausgebildeter schwarzer und mestizischer Männer, der erste Ideen für eine Emanzipation der schwarzen Bevölkerung der Kolonie entwickelte.
Albasini gründete zusammen mit seinem Bruder José Albasini und dem Freund Estácio Bernardo Dias die Zeitschrift des Vereins, O Africano („Der Afrikaner“), die erste mosambikanische Zeitschrift, die ausschließlich von schwarzen Mosambikanern geschrieben wurde. 1918 legten Albasini die Zeitschrift neu unter dem Namen O Brado Africano („Der afrikanische Schrei“) auf, die daraufhin wöchentlich erschien. In beiden Zeitungen äußerten sich die Autoren sehr kritisch gegenüber der portugiesischen Kolonialpolitik, insbesondere gegenüber dem 1919 eingeführten neuen Staatsbürger- und Assimilationsrecht Portugals. Dieses unterschied zwischen Civilizados („Zivilisierten“), Assimilados („Assimilierte“) und Não Civilizados („Nicht Zivilisierten“). In seinen Texte beklagte Albasini Korruption und Machtmissbrauch seitens der Kolonialverwaltung, ebenso wie ein Abfluss des in der Kolonie eingenommenen Geldes in die Metropole. Er forderte in seinen Texten mehr Investitionen in der Kolonie, ebenso wie mehr Rechte für Schwarze, insbesondere für schwarze Frauen.
Trotz seiner Texte ernannte ihn die Kolonialverwaltung 1914 zum Leiter des schwarzen („indigenen“) Personals der Hafenverwaltung. Schwarze Hafenarbeiter wiederum kritisierten, dass Albasini diese Stelle angenommen hatte, da dieser sich vehement gegen Zwangsarbeit ausgesprochen hatte.
Albasini äußerte seine Meinung bevorzugt auf schriftlicher, journalistischer Art und Weise. Er versuchte bei der Parlamentswahl 1920 einen Sitz im portugiesischen Parlament als Vertreter Mosambiks zu gewinnen, verlor die Wahl jedoch gegen einen portugiesischen Physiker namens Jaime Ribeiro. Dieser war laut des Grémio Africano nie in Mosambik gewesen.

### Tod
1919 erkrankte Albasini an Tuberkulose. Er reiste zwischen 1919 und 1920 nach Lissabon, um sich behandeln zu lassen. Albasini starb am 16. August 1922 in Lourenço Marques an der Krankheit. Posthum wurde 1925 eine Sammlung fünf seiner Briefe unter dem Titel O Livro da Dor (Das Buch des Schmerzes) veröffentlicht. Bis heute ist Albasini nicht besonders stark in der mosambikanischen, anti-kolonialen kollektiven Erinnerung präsent.

## Bibliographie
- Jeanne Marie Penvenne: João dos Santos Albasini (1876–1922): The Contradictions of Politics and Identity in Colonial Mozambique, in: The Journal of African History 37, Nr. 3 (1996), S. 419–464
- Fátima Mendonça und César Braga-Pinto: João Albasini e as luzes de Nwandzengele: jornalismo e política em Moçambique, 1908–1922, Alcance Editores, Maputo, Februar 2014